# Sarpa Facula
La Sarpa Facula è una struttura geologica della superficie di Mercurio.